# Drivers License
Drivers License è un singolo della cantante statunitense Olivia Rodrigo, pubblicato l'8 gennaio 2021 come primo estratto dal primo album in studio Sour.

## Descrizione
Drivers License, descritta da Teen Vogue come una ballata power pop e pop alternativa, è stata scritta dalla stessa cantante insieme a Daniel Nigro, ed è stata prodotta da quest'ultimo.

## Promozione
Rodrigo ha eseguito il brano per la prima volta in televisione al Tonight Show di Jimmy Fallon il 4 febbraio 2021.

## Accoglienza
Nel chiamare Drivers Licence «una delle prime contendenti per la canzone dell'anno», Brittany Spanos di Rolling Stone ha notato che la produzione del brano rievoca alla mente Melodrama di Lorde del 2017, mentre il suo testo e la «dettagliata» narrazione incarnano il disco Fearless di Taylor Swift. Spanos ha inoltre lodato le abilità di Olivia Rodrigo e la sua potenza emotiva all'età di 17 anni, e ha aggiunto che «probabilmente [Rodrigo] potrebbe diventare la prossima promessa eccellente del pop».

## Video musicale
Il video musicale, diretto da Matthew Dillon Cohen, vede la partecipazione dell'attore statunitense Joshua Rush ed è stato reso disponibile sul canale YouTube della cantante in contemporanea con la pubblicazione del singolo.

## Tracce
Testi e musiche di Olivia Rodrigo e Daniel Nigro.
Download digitale
1. Drivers License – 4:02

CD singolo (Germania, Austria e Svizzera)
1. Drivers License – 4:02
2. Drivers License (Radio Edit) – 3:47
3. Drivers License (Instrumental) – 4:01

## Formazione
- Olivia Rodrigo – voce
- Daniel Nigro – cori, pianoforte, basso, percussioni, batteria, programmazione sintetizzatore, produzione, registrazione
- Dan Viafore – assistenza alla registrazione
- Randy Merrill – mastering
- Mitch McCarthy – missaggio

## Successo commerciale
Drivers License ha infranto il record per il maggior numero di stream accumulati per una canzone non natalizia nell'arco di una giornata nella classifica principale di Spotify e per una canzone in generale in quella degli Stati Uniti d'America della medesima piattaforma, rispettivamente grazie a 13,7 e 6,1 milioni di riproduzioni. È inoltre divenuta la canzone più veloce a superare la soglia dei 100 milioni di stream, ottenendo ciò otto giorni dopo la sua messa in commercio. A fine 2021 è risultata la 5ª più venduta globalmente secondo l'International Federation of the Phonographic Industry, avendo accumulato 1,73 miliardi riproduzioni streaming equivalenti.
Nei primi tre giorni di disponibilità Drivers License ha venduto 16 000 copie digitali ed è stata riprodotta 21 milioni di volte in madrepatria.
Nella Billboard Hot 100 in madrepatria Drivers License ha esordito in cima alla classifica, divenendo la prima numero uno di Rodrigo che a 17 anni è diventata la più giovane artista femminile a conseguire questo traguardo da Billie Eilish che eseguì ciò nel 2019 con Bad Guy. Durante la sua prima settimana ha totalizzato 76,1 milioni di stream, ha venduto 38 000 copie e ha infine raggiunto 8,1 milioni di radioascoltatori. Ha mantenuto la vetta anche la settimana successiva, registrando decrementi nelle riproduzioni (meno del 22% con 59,7 milioni) e nelle vendite digitali (meno del 27% con 27 000 copie). Ha altresì aumentato del 168% gli ascolti via radio con un'audience pari a 21,5 milioni. In Canada è stato il singolo con il miglior numero di stream raccolti in un'unica settimana (7,53 milioni) e quello più venduto nella prima metà dell'anno con oltre 455 000 unità di vendita.
Nella Official Singles Chart il brano ha fatto il suo debutto al vertice della classifica, segnando la prima numero uno della cantante che è così diventata la più giovane artista femminile ad avere un singolo al primo posto nel Regno Unito da Lorde che eseguì ciò nel 2013 con Royals. Nel corso della settimana ha totalizzato 94 770 unità, di cui 3 914 sono download digitali, mentre le restanti derivano da 10,9 milioni di riproduzioni in streaming. Il brano ha sorpassato Shape of You di Ed Sheeran per il maggior numero di stream ottenuti in 24 ore per una canzone non natalizia. La settimana successiva ha aggiunto 116 748 vendite al suo totale, registrando un aumento sia nei download (4 124) che negli stream (13,7 milioni) e superando così in meno di due settimane la soglia del disco d'argento, fissata dalla British Phonographic Industry alle 200 000 unità.
Nella Irish Singles Chart la canzone è entrata in vetta alla classifica, segnando la prima numero della cantante e il record per il maggior numero di riproduzioni in streaming nell'arco di una settimana con 2 milioni di stream, superando così 7 Rings di Ariana Grande che ne accumulò 1,6 milioni a gennaio 2019. Rodrigo è poi diventata anche qui l'artista femminile più giovane ad avere un singolo al numero uno in Irlanda da Lorde.
Nell'ARIA Singles Chart Drivers License ha debuttato al primo posto della classifica, divenendo pure in Australia la prima numero uno di Rodrigo.

## Classifiche

### Classifiche settimanali
| Classifica (2021-22)  | Posizione massima |
| --------------------- | ----------------- |
| Argentina             | 54                |
| Australia             | 1                 |
| Austria               | 1                 |
| Belgio (Fiandre)      | 1                 |
| Belgio (Vallonia)     | 4                 |
| Canada                | 1                 |
| Colombia              | 18                |
| Corea del Sud         | 128               |
| Costa Rica            | 6                 |
| Croazia               | 2                 |
| Danimarca             | 1                 |
| El Salvador           | 8                 |
| Finlandia             | 1                 |
| Francia               | 2                 |
| Germania              | 2                 |
| Grecia                | 1                 |
| India                 | 19                |
| Irlanda               | 1                 |
| Islanda               | 3                 |
| Italia                | 8                 |
| Libano                | 4                 |
| Lituania              | 1                 |
| Malaysia              | 1                 |
| Messico               | 7                 |
| Norvegia              | 1                 |
| Nuova Zelanda         | 1                 |
| Paesi Bassi           | 1                 |
| Perù                  | 17                |
| Polonia               | 44                |
| Portogallo            | 1                 |
| Regno Unito           | 1                 |
| Repubblica Ceca       | 1                 |
| Repubblica Dominicana | 40                |
| Romania               | 55                |
| Singapore             | 1                 |
| Slovacchia            | 1                 |
| Spagna                | 4                 |
| Stati Uniti           | 1                 |
| Sudafrica             | 1                 |
| Svezia                | 1                 |
| Svizzera              | 2                 |
| Ungheria              | 1                 |
| Vietnam               | 79                |

### Classifiche di fine anno
| Classifica (2021) | Posizione |
| ----------------- | --------- |
| Australia         | 3         |
| Austria           | 16        |
| Belgio (Fiandre)  | 9         |
| Belgio (Vallonia) | 25        |
| Brasile           | 88        |
| Canada            | 6         |
| Croazia           | 73        |
| Danimarca         | 11        |
| Francia           | 74        |
| Germania          | 26        |
| Irlanda           | 2         |
| Islanda           | 8         |
| Italia            | 98        |
| Norvegia          | 6         |
| Nuova Zelanda     | 3         |
| Paesi Bassi       | 14        |
| Portogallo        | 4         |
| Regno Unito       | 3         |
| Spagna            | 54        |
| Stati Uniti       | 8         |
| Svezia            | 14        |
| Svizzera          | 25        |
| Ungheria          | 28        |
| Classifica (2022) | Posizione |
| Australia         | 59        |

## Date di pubblicazione
| Paese                        | Data di pubblicazione | Formato                      | Note    |
| ---------------------------- | --------------------- | ---------------------------- | ------- |
| Mondo                        | 8 gennaio 2021        | Download digitale, streaming | [ 102 ] |
| Italia                       | 15 gennaio 2021       | Contemporary hit radio       | [ 103 ] |
| Regno Unito                  | 15 gennaio 2021       | Contemporary hit radio       | [ 104 ] |
| Stati Uniti d'America        | 19 gennaio 2021       | Contemporary hit radio       | [ 105 ] |
| Regno Unito                  | 23 gennaio 2021       | Adult contemporary radio     | [ 106 ] |
| Austria, Germania e Svizzera | 1º aprile 2021        | CD                           | [ 107 ] |